# فهرست عنوان‌های جنون سرعت
جنون سرعت (به انگلیسی: Need For Speed)، نام یک مجموعه بازی ویدئویی محصول شرکت الکترونیک آرتز است.

## پوند به بیرون
- Official website of the Need for Speed series